# Jardins du Manoir d’Eyrignac

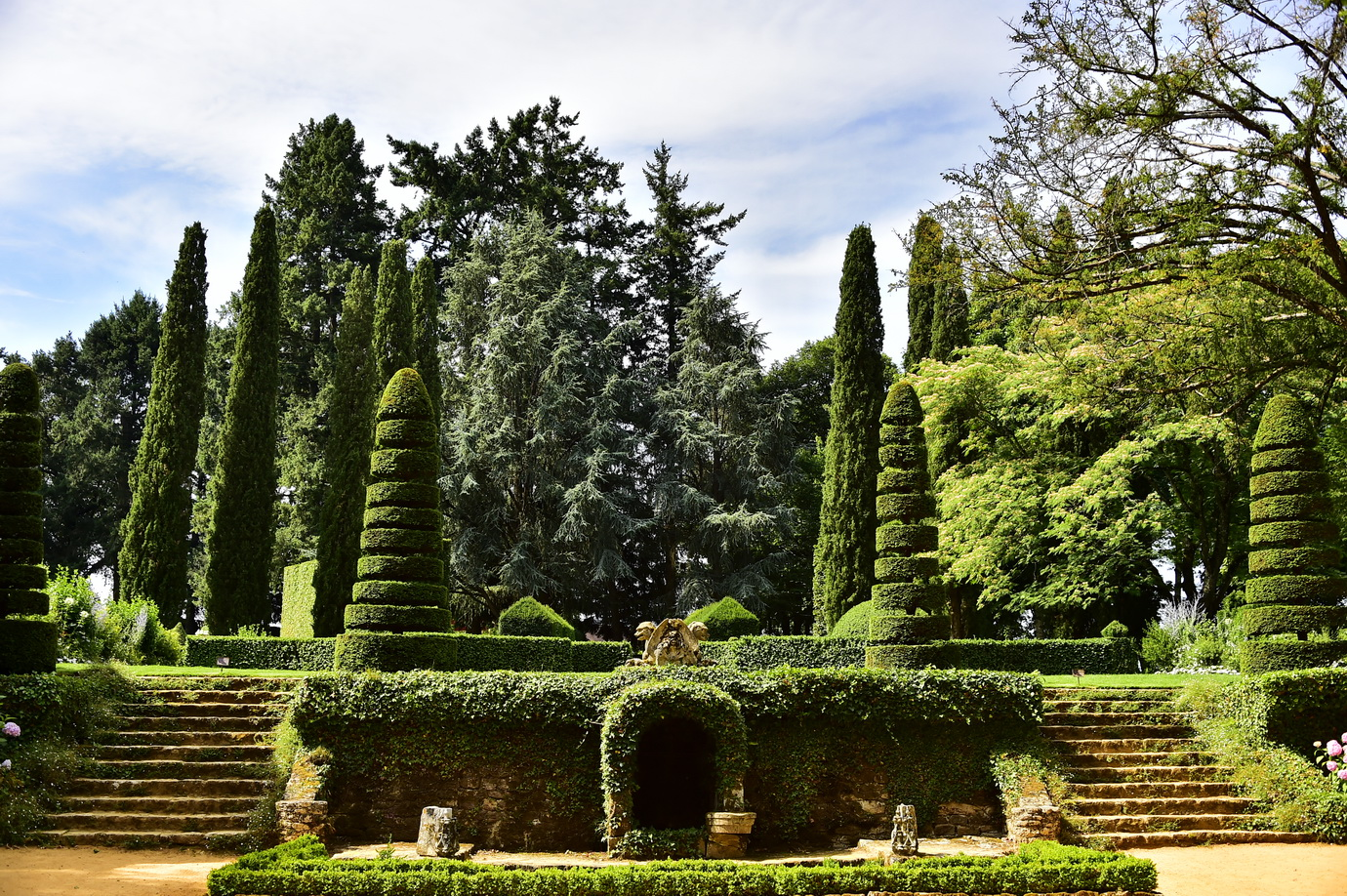
Jardins du Manoir d’Eyrignac

Die Gartenanlage Jardins du Manoir d’Eyrignac liegt in der französischen Gemeinde Salignac-Eyvigues im Département Dordogne. Sie wurde 1986 in die Liste der historischen Denkmäler des siebzehnten und achtzehnten Jahrhunderts aufgenommen. Sie liegt 15 km nordöstlich von Sarlat-la-Canéda.

## Geschichte

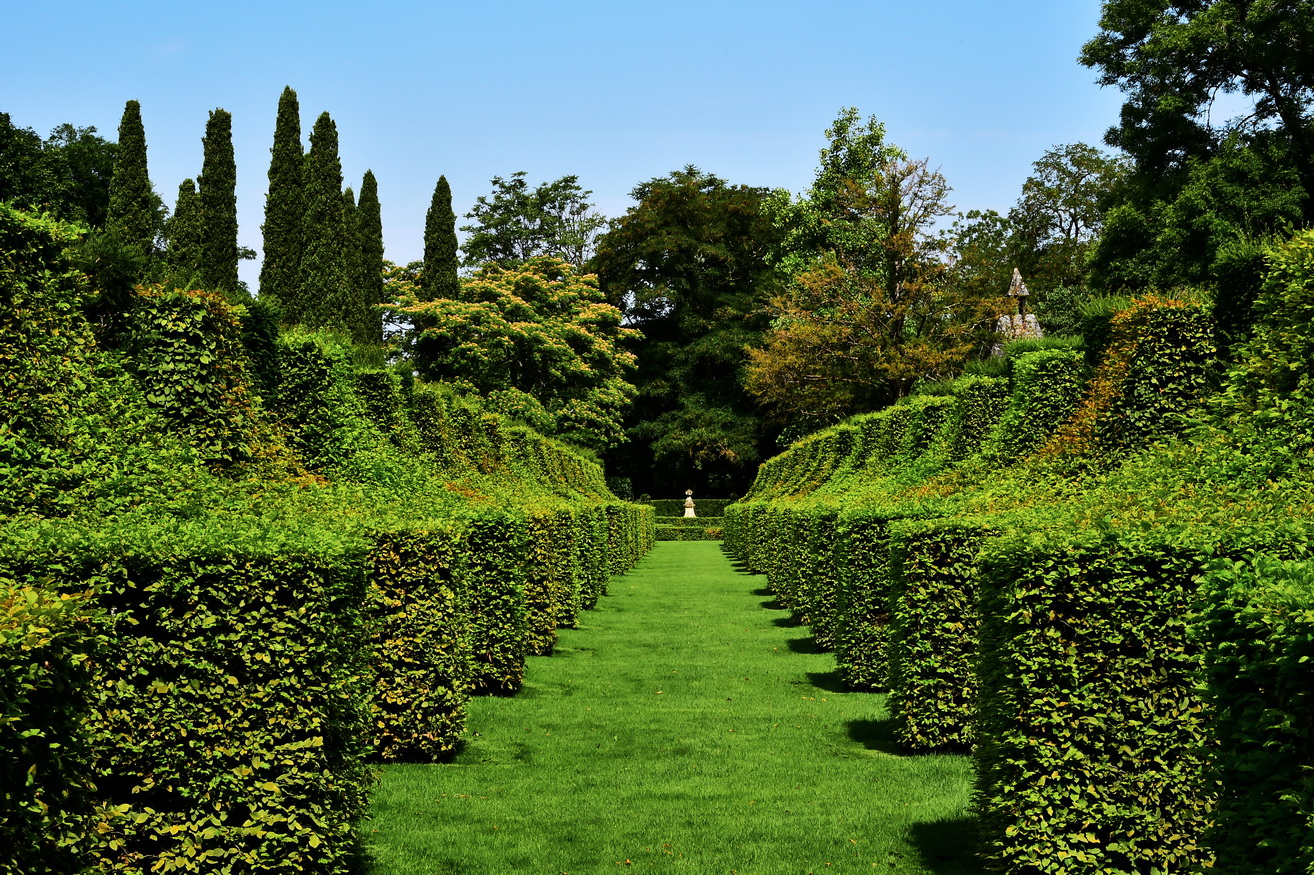
Les Sculptures Végétales

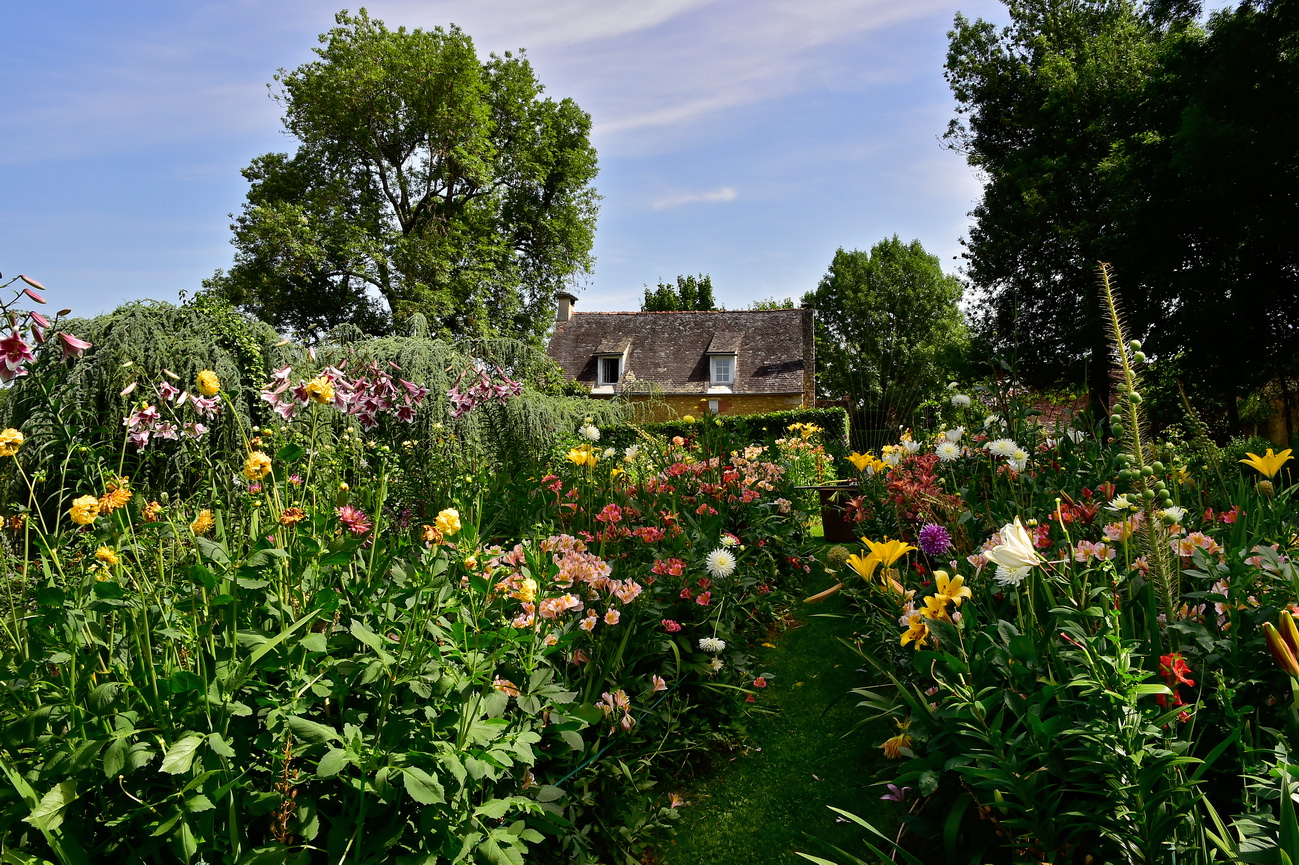
Le Jardin Fleuriste et le Jardin Potager

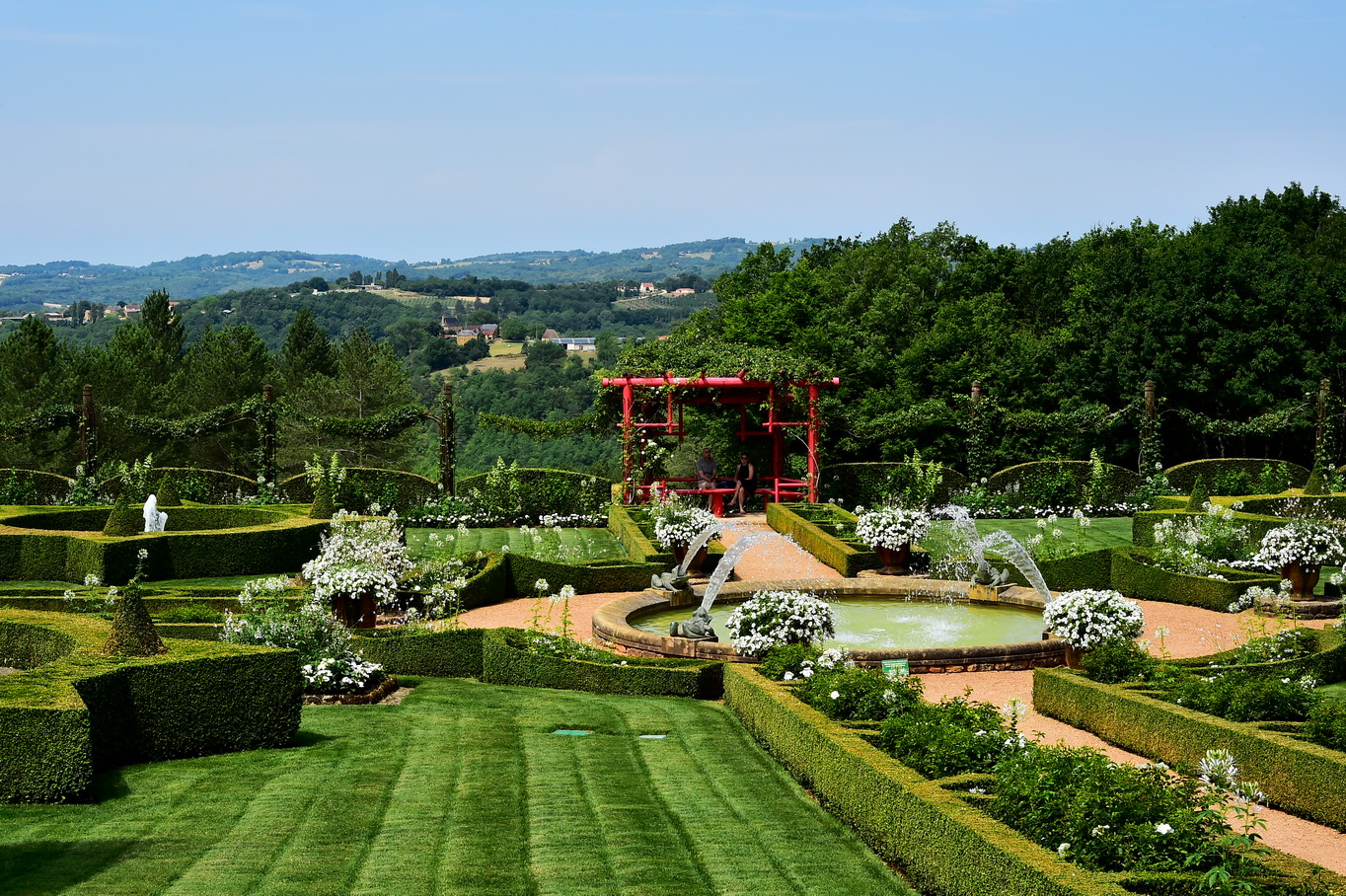
Le Jardin Blanc

Der Garten wurde ursprünglich im achtzehnten Jahrhundert, im ganz besonderen Stil der „Französischen Gärten“ von Marquis de Costes, geschaffen.

## Größe
Das Gelände breitet sich auf einer Fläche von 4 ha aus.

## Gartenstil
Die Gartenanlage setzt sich aus 7 verschiedenen Gärten zusammen.
- Les Sculptures Végétales
- La Pagode Chinoise
- Le Manoir d'Artaban
- Le Jardin Français
- Le Jardin Fleuriste et le Jardin Potager
- Le Jardin des Sources et les Prés Fleuris
- Le Jardin Blanc

Die Anlage ist hauptsächlich mit immergrünen Gewächsen bepflanzt. Eiben, Buchsbaum, Hainbuchen und Zypressen sind die wichtigsten Arten der Anlage. Im Formschnitt werden geometrische und figürliche Skulpturen geschaffen. Die Vielfalt der Formen bleibt im Einklang mit den architektonischen Linien des Schlosses und des ihn umgebenden Naturschutzgebietes.
Mit seiner einmaligen Sammlung an Pflanzenskulpturen gehört die Anlage zu den schönsten Gärten des Perigord.

## Veranstaltungen
- Osterschatzsuche, Ostersonntag und Ostermontag
- Tag der Orchideen im Mai
- Rendezvous in den Gärten im Juni
- „Happy Picknick“ im August
- „Let’s dance“ (Tanz- und Picknickveranstaltung) Juli/August
- Tage des Denkmals: Öffnung des Herrenhauses (Manoir) und Zugang zu allen Gärten im September